# Teenage Dream
Teenage Dream je drugi studijski album američke kantautorice Katy Perry. Album je objavljen 24. kolovoza 2010. godine pod diskografskom kućom Capitol Records. Album sadrži 12 pop-rock i electropop pjesama. Album je iznjedrio 7 ogromna hita. Najavni singl "California Gurls", duet sa Snoop Doogom, naslovna pjesma "Teenage Dream", "Firework"  "E.T.", "Last Friday Night ( T.G.I.F.)" "One That Got Away", "Part of ME"  te "Wide Awake"   postali su pjesme s velikim uspjehom na glazbenim ljestvicama, a čak 5 singlova je došlo do prvog mjesta američke glazbene liste te je tako postala jedina ženska pjevačica u povijest koja je s jednog albuma iznjedrila 5 broj 1 singloava i druga osoba općenito ("Michale Jackson" je to uspio s albumom Bad 1988 ). 
Na 53. podjeli Grammy nagradama, Teenage Dream je bio nominiran za album godine te najbolji pop album. Glavni singl "California Gurls" je bio nominiran za najbolju pop suradnju s vokalima te je naslovna pjesma te drugi singl "Teenage Dream" za najbolji ženski pop vokalni nastup.

## Pozadina
Prije samog početka snimanja albuma, Perry je za časopis Rolling Stone izjavila: "Drugi mi je album iznimno važan, jer pokazuje trebam li se ovime baviti, ili mi se samo posrećilo. Ono što zapravo želim je ne udaljiti se od svoje sadašnje publike. Mislim da se neki ljudi proslave jednim albumom, okrenu se za 180 stupnjeva i krenu u potpuno drugom smjeru. Ja smatram da je to potpuno pogrešno. Neki su puni sebe i misle da će u svemu biti uspješni i da će sve odlično ispasti. Razlozi zašto si ovdje [na glazbenoj sceni] su tvoja glazba i tvoji obožavatelji." Perry je izjavila da će se zasigurno držati pop glazbe. O albumu je izjavila da je "negdje između pjesme "Love Fool" skupine The Cardigans i Madonnine pjesme "Into the Groove". Neće se raditi samo o ritmu i plesanju, nego želim da i tekst pjesme ima značenje. Pjesme će biti 'vihor' njene protekle godine života, slave, prijateljstva, i veza.
Perry je s radom na albumu započela 13. listopada 2009. godine. Na albumu je radila s producentima kao što su Greg Wells, Guy Sigsworth, Dr. Luke, Max Martin, Ryan Tedder, Rivers Cuomo, Kuk Harrell, Greg Kurstin Benny Blanco, Darkchild, Cathy Dennis, Ester Dean, The-Dream te Tricky Stewart, koji je tijekom prosinca 2009. za časopis Rap-Up izjavio da će album imati pop-rock zvuk, kao i One of the Boys.
Dana 27. ožujka 2010. godine, Perry je na dodjeli Kids' Choice Awardsa izjavila da "album izlazi ovog ljeta. To je ljetna stvar." Dodala je i da njene prošle zafrkancije u vezi albuma i dalje stoje: "To je što sam rekla, željela sam ranije." Izjavila je i "To je skejtanje, to je Ace Of Base, to je Cyndi Lauper. To su sve te boje i više. Na albumu će biti i zanimljivih gostiju, kao što su reperi sa Zapadne obale. Mislim, to ćete trebati vidjeti. Ipak sam ja Kalifornijska cura. A možda će se pojaviti i neki moji najbolji prijatelji. Vidjet ćemo. Bit će zabavno. Ovo će biti jedan od onih albuma koji su svačiji tajni užitak." Perry je izjavila da je album inspiriran glazbenim skupinama kao što su ABBA i The Cardigans. Perry je producentu Dr. Lukeu dala nekolicinu pjesma i rekla mu da želi da album tako zvuči. "Kada sam bila na turneji, sviđale su mi se sve pjesme koje su tada nastale, ali sam osjećala da nedostaju ljudi koji podignu atmosferu pjesama."

## O albumu
Tijekom intervjua za Rolling Stone u travnju 2010. godine, Perry je iznijela informacije o prvom singlu. Pjesma "California Gurls" je odgovor na duet "Empire State of Mind" kojeg izvode Jay Z i Alicia Keys. Dodala je: "Super je što je "Empire State of Mind" veliki hit i što svi imaju pjesmu o New Yorku. Ali što je s Kalifornijom? Što je s Los Angelesom? Prošla je minuta i imali smo pjesmu s temom Kalifornije, osobito iz ženske perspektive. Uzeli smo malo Princeove glazbe, i malo 90-ih, skoro house glazbu. Poznati američki časopis USA Today je singlu dao pozitivnnu recenziju: "Potencijalni singl "California Gurls" je pjenušava kombinacija za ljetnu zabavu." Perry je komentirala rad s producentima Max Martinom i Dr. Lukeom: "Raditi s Max Martinom i Dr. Lukeom bilo je čuedsno iskustvo. Radila sam s njima na prvome albumu, a željela sam raditi i dalje.  Umjesto da imamo dvije pjesme, sada imamo šest-sedam pjesama.
Dana 5. svibnja 2010. godine Perry je snimila omot za album. Sam je omot objavljen 21. srpnja, preko live streama na njenoj web stranici. Perry je tijekom streama, kojeg je pratilo više 20.000 ljudi, predstavila i autora omota albuma, Willa Cotona. Popis pjesama albuma službeno je objavljen 23. srpnja. Otvoreni radio je objavio da se Perry posvađala sa svojom diskografskom kućom, zbog pjesme "Peacock": "Ne razumijem ih. U pitanju je pjesma "Peacock", odnosno riječ 'cock' koja se njima nimalo ne sviđa, pa ne žele niti tu pjesmu na albumu. Isto se dogodilo i sa "I Kissed a Girl" kad su rekli da oni to ne vide kao singl i da ju također ne žele na albumu. Ja sam im rekla da su idioti, a pri tom stojim i danas. Meni je novi album jako važan, jednako kao i ta pjesma, jer će ona dokazati da moj debut One of the Boys nije bio samo puka sreća.

## Promocija
Za promociju albuma će svakog tjedna na iTunesu biti objavljena po jedna pjesma s albuma kao promotivni singl, s početkom od tri tjedna prije izlaska albuma. Prvi singl koji je tako izašao je drugi službeni singl s albuma "Teenage Dream". U isto vrijeme kada je singl izašao, izašao je i digitalni EP s remiksevima pjesme "California Gurls". Njen je debitantski album One of the Boys tada na iTunesu objavljen po mnogo nižoj cijeni nego inače, što je uzrokovalo porast njegove popularnosti. Album je dospio do broja 5 na iTunes listi albuma, a vratio se i na službenu američku top listu albuma, Billboard 200, na broj 70. Prvi promotivni singl je piano balada "Not Like the Movies". "Not Like the Movies" je ujedno i prva pjesma koju je Perry snimila za album. Objavljena je 3. kolovoza 2010. godine. Singl je dospio do broja 41 u Kanadi te broja 52 u SAD-u. Drugi je promotivni singl za album "Circle the Drain". Pjesma govori o Perrynom bivšem dečku Travie McCoyu, a objavljena je 10. kolovoza 2010. godine. Objavljene su dvije verzije pjesme: eksplicitna te cenzurirana. Treći je promotivni singl, "E.T.", objavljen 17. kolovoza 2010. godine. Singl je dospio u top 15 na američkom iTunesu. Perry je izvela pjesmu "Peacock" na MTV World Stageu, u Maleziji.

## Singlovi
- "California Gurls" je najavni singl za album. Na singlu gostuje reper Snoop Dogg. Singl je objavljen 7. svibnja 2010. godine. u Videospotu za singl Perry se nalazi u zamišljenoj zemlji Candyforniji. Singl je postao veliki hit diljem svijeta dospjevši do broja 1 na top listama u Ujedinjenom Kraljevstvu, SAD-u, Kanadi, Australiji, Novome Zelandu i još nekolicini zemalja.

- "Teenage Dream" je naslovna pjesma albuma, ujedno i drugi singl. Singl je objavljen 25. srpnja 2010. godine, a opisan je kao nastavak pjesme "California Gurls". Pjesma govori o dečku zbog kojeg se Perry ponovno osjeća kao tinejdžerka.

- "Firework" je pjesma koja je najavljena za treći singl s albuma. Objavljena će biti tijekom listopada 2010. godine. Perry je izjavila da joj je Firework omiljena pjesma s albuma. Pjesmu su uz Perry napisali Sandy Wilhelm i Esther Dean te skupina Stargate, koja je ujedno producirala pjesmu.

- Pjesma "E.T." je objavljena kao četvrti službeni singl s albuma, a objavljena je u veljači 2011. te je provela 5 tjedana na broju 1 Billboard top 100

- Last Friday Night (T.G.I.F.) je izabran za peti singl s albuma. Pjesma je kao singl objavljena 6. lipnja 2011. – 2 tjedna na 1 mjestu Billboard top 100

- The One That Got Away je 11. listopada 2011. objavljen kao šesti singl s albuma. - najviša pozicija 3 mjesto

- Part of Me  izdan je kao singl 13.2.1012 kao 7. singl ( te prvi na reizdanju albuma Teenage Dream -complete confection )

Promotivni singlovi
- "Not Like the Movies" je prvi promotivni singl za album, objavljen 3. kolovoza 2010. godine. Riječ je o piano baladi. Pjesmu je uz Perry napisao i Greg Wells koji je ujedno i producent pjesme. Singl je dospio do 53. mjesta na top listi singlova u SAD-u te do 41. mjesta u Kanadi.

- "Circle the Drain" je drugi promotivni singl za album, objavljen 10. kolovoza 2010. godine. Pjesma govori o Perrynom bivšem dečku, Travie McCoyu. Pjesmu su uz Perry napisali i Tricky Stewart te Monte Neuble, dok su producenti iste Tricky Stewart i The-Dream. Singl je dospio do 58. mjesta na top listi singlvoa u SAD-u te do 30. mjesta u Kanadi.

## Popis pjesama
| Br. | Skladba                             | Tekstopisac                 | Producent                 | Trajanje |
| --- | ----------------------------------- | --------------------------- | ------------------------- | -------- |
| 1.  | »Teenage Dream«                     | Katy Perry, Dr. Luke        | Dr. Luke, Max Martin      | 3:47     |
| 2.  | »Last Friday Night (T.G.I.F.)«      | Katy Perry, Bonnie McKee    | Dr. Luke, Max Martin      | 3:50     |
| 3.  | »California Gurls« (ft. Snoop Dogg) | Katy Perry, Calvin Broadus  | Dr. Luke, Max Martin      | 3:54     |
| 4.  | »Firework«                          | Katy Perry, Stargate        | Stargate, Ester Dean      | 3:47     |
| 5.  | »Peacock«                           | Katy Perry, Ester Dean      | Stargate, Ester Dean      | 3:51     |
| 6.  | »Who Am I Living For?«              | Katy Perry, Brian Thomas    | Tricky Stewart, The-Dream | 4:32     |
| 7.  | »The One That Got Away«             | Katy Perry, Lukasz Gottwald | Dr. Luke, Max Martin      | 3:47     |
| 8.  | »E.T.«                              | Katy Perry, Joshua Coleman  | Dr. Luke, Max Martin      | 3:26     |
| 9.  | »Circle the Drain«                  | Katy Perry, Monte Neuble    | Tricky Stewart, The-Dream | 4:08     |
| 10. | »Pearl«                             | Katy Perry                  | Tricky Stewart, The-Dream | 4:07     |
| 11. | »Hummingbird Heartbeat«             | Katy Perry, Stacy Barthe    | Tricky Stewart, The-Dream | 3:32     |
| 12. | »Not Like the Movies«               | Katy Perry, Greg Wells      | Greg Wells                | 4:01     |

| 1. | »If We Ever Meet Again« (ft. Timbaland)   | Jim Beanz, Timbaland      | Jim Beanz, Timbaland | 4:52 |
| 2. | »Starstrukk« (ft. 3OH!3)                  | Sean Foreman              | Matt Squire          | 3:22 |
| 3. | »California Gurls« (MSTRKRFT Main Mix)    | Perry, Broadus, Gottwald  | Luke, Matin, Blanco  | 3:59 |
| 4. | »California Gurls« (Passion Pit Main Mix) | Perry, Broadus, Gottwald  | Luke, Matin, Blanco  | 4:32 |
| 5. | »California Gurls« (Armand Van H Remix)   | Perry, Broadus, Gottwald  | Luke, Matin, Blanco  | 5:48 |
| 6. | »Peacock« (Cory Enemy Vocal Club Mix)     | Perry, Hermansen, Eriksen | Stargate             |      |

## Ljestvice i certifikacije
| Ljestvica (2010)       | Pozicija |
| ---------------------- | -------- |
| Australija             | 1        |
| Austrija               | 1        |
| Belgija (Flandrija)    | 10       |
| Belgija (Valonija)     | 5        |
| Češka                  | 8        |
| Danska                 | 14       |
| Europa                 | 1        |
| Finska                 | 8        |
| Francuska              | 3        |
| Grčka                  | 3        |
| Irska                  | 1        |
| Italija                | 3        |
| Kanada                 | 1        |
| Mađarska               | 9        |
| Meksiko                | 11       |
| Nizozemska             | 6        |
| Novi Zeland            | 1        |
| Norveška               | 18       |
| Njemačka               | 5        |
| Poljska                | 7        |
| Portugal               | 11       |
| Španjolska             | 4        |
| Švedska                | 11       |
| Švicarska              | 4        |
| Ujedinjeno Kraljevstvo | 1        |
| US Billboard 200       | 1        |

| Ljestvica (2010) | Pozicija |
| ---------------- | -------- |
| Australija       | 10       |
| Europa           | 25       |
| Njemačka         | 51       |
| US Billboard 200 | 40       |

| Država                 | Certifikacija |
| ---------------------- | ------------- |
| Australija             | Platinasta    |
| Kanada                 | Platinasta    |
| Novi Zeland            | 2× Platinasta |
| Ujedinjeno Kraljevstvo | 2× Platinasta |

## Povijest izdanja
| Država           | Datum              |
| ---------------- | ------------------ |
| Sjeverna Amerika | 24. kolovoza 2010. |
| Svijet           | 30. kolovoza 2010. |

## Vanjske poveznice
- Teenage Dream na Metacriticu (engl.)